# Brilliant Light Power
 (juillet 2017).
 (juillet 2017).
Brilliant Light Power est une entreprise fondée par Randell Mills qui prétend avoir découvert une nouvelle source d'énergie. Cette énergie serait obtenu en forçant un atome d'hydrogène à se comprimer et serait donc l'expression d'un nouvel état de l'atome d'hydrogène qu'il appelle « hydrino ». Le résultat serait un seul proton autour duquel circulerait un électron qui se trouverait plus près que dans l'atome d'hydrogène à l'état fondamental. Les scientifiques ont majoritairement rejeté cette hypothèse parce qu'invalide.

## Hypothèse Hydrino
Selon l'hypothèse de Randell Mills, les électrons qui entourent l'atome ne sont pas conçus comme des charges ponctuelles, mais comme des surfaces plus ou moins densément chargées en fonction des coordonnées de chaque point .
Et d'autre part, dans certains cas, ces surfaces électroniques peuvent être de dimensions sous-multiples de leur dimension dans l'état stable.
« Un état d'hydrogène instable se forme lorsqu'un atome d'hydrogène résonnant et non radioactif échange de l'énergie avec un autre atome (un catalyseur) capable d'accepter de l'énergie en multiples de 27,2 eV. »
L'application de ces concepts permettrait quelques résultats :
- Le calcul des rapports de masses entre le neutron, l'électron, le muon et le tauon, selon une constante α unique et sans dimension[2]p 66.
- Le calcul des énergies de formations d'une série de molécules organiques, correspondant à 0,1 % près aux évaluations expérimentales[3], alors que l'évaluation par un modèle classique (Spartan Hartree-Fock 6-31G) est très peu prédictive.
- Le calcul de raies spectrales hyper-fines de divers états transitoires de l'hydrogène (1/2, 1/3, 1/4).

Le Prof. Huub Bakker, maître de conférences à l'Université Massey, a présenté une introduction à la théorie unifiée de la physique classique de Randell Mills (GUTCP). Il la compare avec la Théorie quantique.

## Les implications
De la formation de cet hydrino résulterait une source d'énergie qui permettrait de libérer jusqu'à mille fois plus de chaleur que les combustibles habituels (chimiques). L'énergie libérée correspond à l'énergie potentielle de liaison entre le proton et l'électron.
Son existence, si elle était démontrée, remettrait en cause tous les principes de la physique quantique.
D'après les physiciens américains : « le phénomène serait tout bonnement impossible », ce qui lui a valu de nombreuses critiques sur ses théories,,,.
Mais certains scientifiques, tel Rick Maas (spécialiste des énergies renouvelables), appuient sa thèse. Maas déclare : « Tous ceux d’entre nous qui ont examiné les travaux du Dr Mills et qui ne sont pas des physiciens quantiques trouvent ces travaux très convaincants, … Le Dr Booker et moi-même avons tous deux mis notre réputation en jeu là-dessus. » [réf. nécessaire]
D'après Mills, la seule explication à cette découverte serait une erreur dans la mécanique quantique. Rappelons que la mécanique quantique est une des théories les mieux vérifiées depuis un siècle, ayant prédit un nombre considérable de phénomènes spécifiques avant qu'ils soient confirmés par l'expérience.
La théorie développée par Mills pour exhiber l'hypothétique hydrino, la CQM (grand unified theory of classical quantum mechanics) est proposée par l'auteur comme consistante, déterministe, et invariante par la transformation de Lorentz. 
Andreas Rathke a montré dans un article appelé A critical analysis of the hydrino model que l'invariance par la transformation de Lorentz (c'est-à-dire la constance de la vitesse de la lumière) n'est pas obtenue. Que l'hydrogène ne peut y exister que dans un seul état (pas d'état excité), ce qui est contradictoire avec la chimie la plus basique et aussi avec l'existence de l'hydrino. [réf. nécessaire]. Mills réfute cette démonstration sur 9 points qui, selon lui, seraient surtout dus à la difficulté, pour les spécialistes de la physique quantique d'adopter la conception de l'hydrino dans sa propre cohérence interne .
Bob Park et Aaron Barth affirment quant à eux que la CQM comporte tout simplement des fautes de calcul qui la rendent caduque dès les premières pages. Ils s'étonnent même de trouver des chapitres sans erreurs après avoir lu les premiers !
Selon Maas, l'énergie produite serait à peu près 5 fois moins chère que le charbon (32,85 €/MWh, source DGEMP) et 6 fois moins chère que le nucléaire (28,40 €/MWh, source DGEMP).

## Comment cette particule pourrait-elle être fabriquée?
Tout d'abord, il faudrait extraire des molécules d'hydrogène de l'eau, puis on séparerait le dihydrogène en atomes d'hydrogène individuels. Avec un catalyseur (comme les atomes de potassium, ou des ions de strontium), on provoquerait une réaction avec les atomes d'hydrogène. À la suite de la catalyse, l'atome d'hydrogène s'effondre. Il se transforme en hydrino, libérant une grande quantité d'énergie. [réf. nécessaire]

## Perspectives d'avenir
Le professeur Mills affirme (en 2005) que dans un avenir proche, le premier produit qui appliquerait cette découverte serait le chauffage domestique. La réalisation d'un tel chauffage permettrait de tester s'il y a bien une source d'énergie inexplicable dans le cadre des théories actuelles. Sans même utiliser la physique quantique, le fonctionnement ou non de ce chauffage permettrait de trancher : révolution physique ou erreur de calcul ?
L'auteur ayant proposé cette théorie comme un moyen de propulsion de fusées, la NASA a mené une étude sur le sujet et a déclaré cette théorie « non concluante » (inconclusive), ce qui est un terme politiquement correct signifiant « ça ne marche pas ».
L'affirmation au sujet de la Nasa porte à caution.
On peut aussi s'interroger sur l'inexistence constatée à l'état naturel d'un élément extrêmement plus stable que l'élément le plus répandu dans l'univers : l'hydrogène (si le passage de l'hydrogène à l'hydrino dégage beaucoup d'énergie, alors l'hydrino est beaucoup plus stable que l'hydrogène). [réf. nécessaire]

## Fusion froide?
Selon l'université Rowan, cette technologie n'est pas de la fusion froide puisqu'il n'y a pas de fusion de noyaux atomiques, mais une réaction électro-chimique qu'elle confirme [source insuffisante].
L'hydrino de Mills ressemble curieusement à l'hydrex de Jacques J. Dufour, Jacques H. Foos, du Cnam[Interprétation personnelle ?]. Un hydrex est un atome d'hydrogène rétréci, c'est-à-dire avec un électron plus proche du proton que dans l'état fondamental, serait lié à la fusion froide et pourrait être de la "pico-chimie" . Le processus de formation est différent : l'hydrex se formerait dans les solides sous l'effet d'un champ électromagnétique intense. L'hydrex a été imaginé pour expliquer certains phénomènes de fusion froide.
Sur la question de la fusion froide, Mills reste discret pour ne pas discréditer sa théorie, étant donné que la fusion froide a mauvaise réputation dans la communauté scientifique. Il affirme néanmoins que l'hypothèse de l'hydrino pourrait expliquer la fusion froide.[réf. nécessaire]
Selon une étude du créateur de Brilliant Light Power, confirmée par le Harvard center for astrophysics (CfA)[réf. nécessaire] [source insuffisante], le spectre continu, observé de 22.8 nm à 10.1 nm, dure moins de 2 μs après l'impulsion excitatrice, produit une énergie de 120 eV à 40 eV, ne s'explique par aucun phénomène classique, et est compatible avec la théorie de l'hydrino.
Selon le Dr. Mahadeva Srinivasan, dans la revue financière Business Line . « Il est grand temps que l'Inde s'implique plus sérieusement dans les LENR, car elles ont un énorme potentiel pour fournir de l'énergie propre et bon marché. ».

## Sources
- Courrier international n°789-15 déc. 2005 (traduction du Guardian)
- Science et vie n°1040- mai 2004